# Еврейска диаспора
Еврейска диаспора е наименование на евреите, напуснали своята историческа родина Ерец Израел в различни исторически периоди и продължаващи да живеят извън нея. През по-голямата част от тяхната история мнозинството от евреите са част от диаспората — днес техният дял е около 57%.